# Medicamento

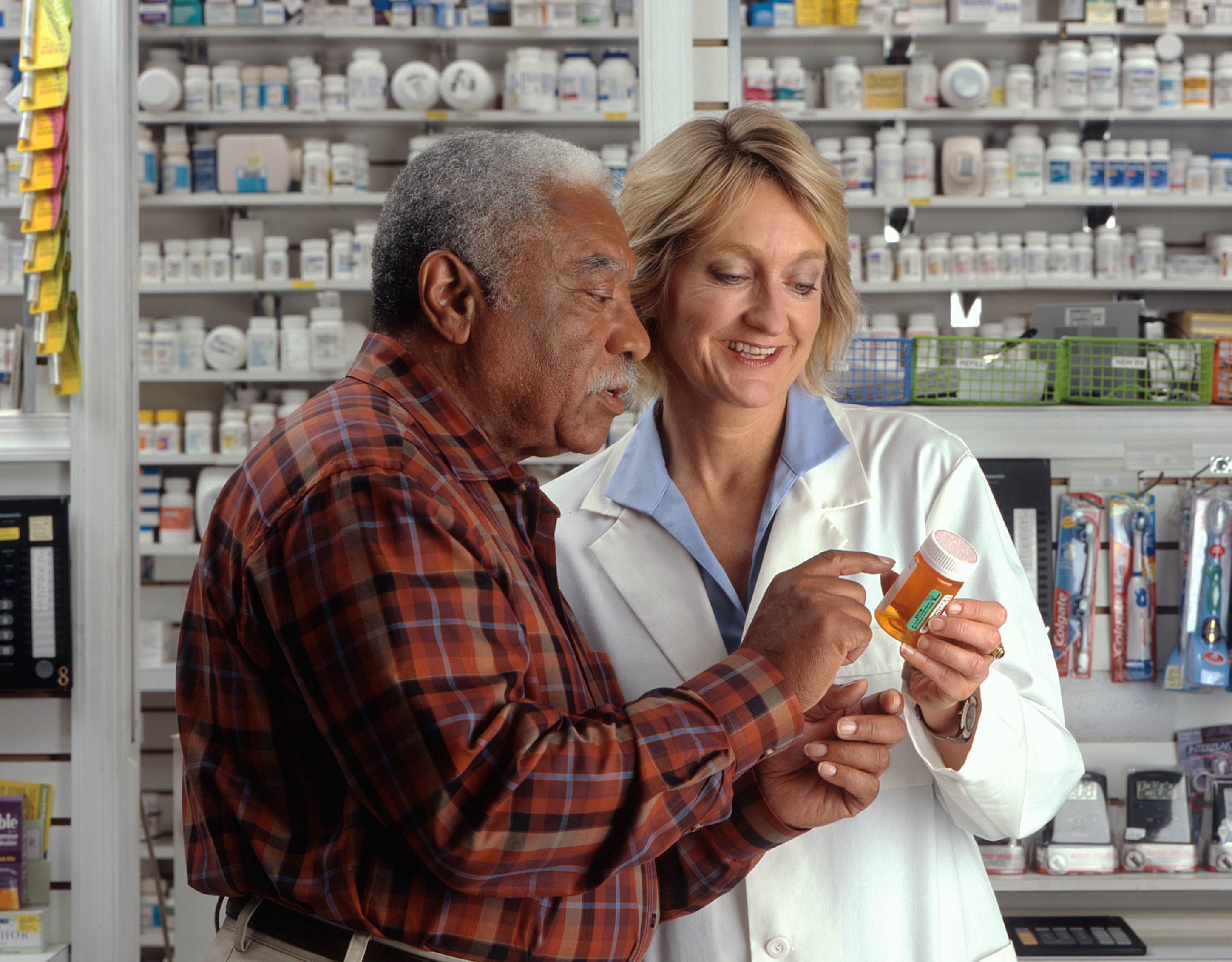
Os farmacêuticos são especialistas em medicamentos

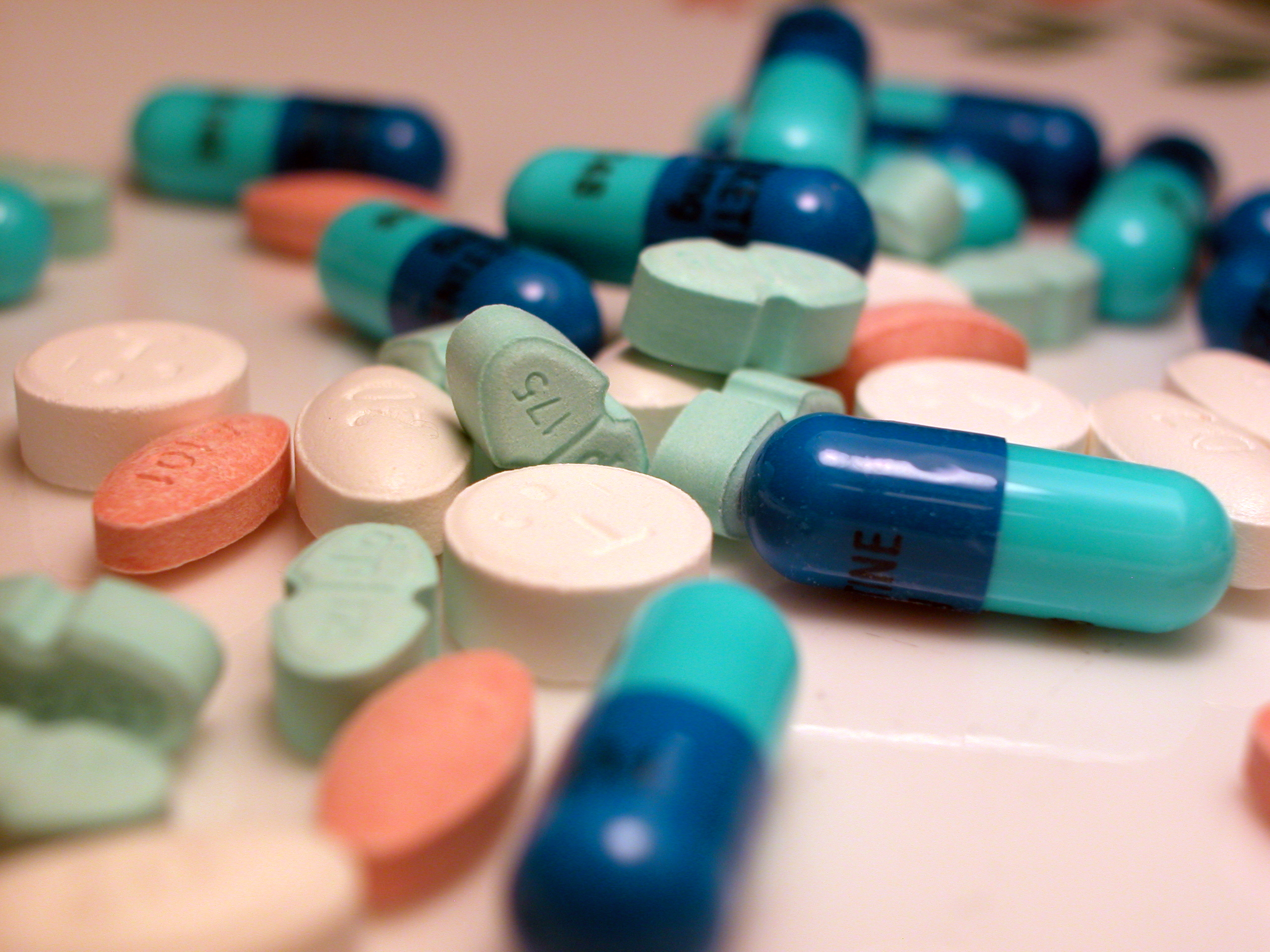
Pílulas farmacêuticas

Um medicamento é um fármaco usada para diagnosticar, curar, tratar ou prevenir doenças. A terapia medicamentosa (farmacoterapia) é uma parte importante da área médica e depende da ciência da farmacologia para o avanço contínuo e da farmácia para o manejo adequado.
Os fármacos são classificados de várias maneiras. Uma das principais divisões é por nível de controle, que distingue os medicamentos prescritos (aqueles que o farmacêutico dispensa apenas por ordem de um médico ou enfermeiro qualificado) dos medicamentos de venda livre (aqueles que os consumidores podem solicitar por eles mesmos). Outra distinção importante é entre fármacos tradicionais de moléculas pequenas, geralmente derivadas de síntese química, e biofármacos, que incluem proteínas recombinantes, vacinas, produtos sanguíneos usados terapeuticamente (como IVIG), terapia gênica, anticorpos monoclonais e terapia celular (por exemplo, terapias com células-tronco). Outras formas de classificar os medicamentos são por modo de ação, via de administração, sistema biológico afetado ou efeitos terapêuticos. Um sistema de classificação elaborado e amplamente utilizado é o Sistema de Classificação Química Terapêutica Anatômica. A Organização Mundial da Saúde mantém uma lista de medicamentos essenciais.
A descoberta e o desenvolvimento de medicamentos são empreendimentos complexos e caros realizados por empresas farmacêuticas, cientistas acadêmicos e governos. Como resultado desse caminho complexo da descoberta à comercialização, a parceria se tornou uma prática padrão para o avanço de candidatos a medicamentos por meio de pipelines de desenvolvimento. Os governos geralmente regulam quais medicamentos podem ser comercializados, como os medicamentos são comercializados e, em algumas jurisdições, os preços dos medicamentos. Surgiram controvérsias sobre preços de medicamentos e descarte de medicamentos usados.

## Definição
Ao conceito de Medicamento têm sido atribuídas diferente definições consoante o contexto em que é utilizado, levando por vezes a uma sobreposição de significado com o termo fármaco.
Contudo, uma definição clara é dada pela legislação portuguesa, que define medicamento como "toda a substância ou associação de substâncias apresentada como possuindo propriedades curativas ou preventivas de doenças em seres humanos ou dos seus sintomas ou que possa ser utilizada ou administrada no ser humano com vista a estabelecer um diagnóstico médico ou, exercendo uma acção farmacológica, imunológica ou metabólica, a restaurar, corrigir ou modificar funções fisiológicas".
Já a Farmacopéia brasileira dá a seguinte definição: "produto farmacêutico, tecnicamente obtido ou elaborado com finalidade profilática, curativa, paliativa ou para fins de diagnóstico. É uma forma farmacêutica terminada que contém o fármaco, geralmente em associação com adjuvantes farmacotécnicos." (Resolução RDC, nº84/02).
A definição legal brasileira pode ser vista na Lei n° 5991, de 17 de dezembro de 1973], conforme transcrita a seguir:
Art. 4º - Para efeitos desta Lei, são adotados os seguintes conceitos:
(...)
II - Medicamento - produto farmacêutico, tecnicamente obtido ou elaborado, com finalidade profilática, curativa, paliativa ou para fins de diagnóstico;
O conceito de medicamento como agente de cura já era utilizado pelas civilizações arcaicas da Mesopotâmia e Egito. O termo shêrtu, que aparece nos manuscritos da época, tem significado simultâneo de doença, pecado ou castigo divino. Somente através de uma operação de catarse, em que era atribuído um conteúdo mágico ao medicamento, o indivíduo alcançaria a purificação de seus pecados e o restabelecimento da saúde por intervenção dos deuses. Estes conceitos influenciaram o entendimento sobre a patologia e a terapêutica durante muitos séculos e persistem, em alguns aspectos, até nossos dias. A própria palavra fármaco teve origem a partir do termo grego pharmak, que significa “aquilo que tem o poder de transladar as impurezas”. Entre os gregos, vítimas dos sacrifícios oferecidos aos deuses eram chamadas de pharmakó, e o alimento utilizado durante as cerimônias de comunhão, phármakon. Essa última palavra passou a integrar a terminologia médica grega e chegou até nossos dias com o nome de fármaco. Para os gregos, phármakon era aquilo que poderia trazer tanto o bem quanto o mal, manter a vida ou causar a morte.

## Novos medicamentos
A colocação de um novo medicamento no mercado de consumo pode ser desmembrada em quatro estágios diferentes:
- Pesquisa e desenvolvimento de novos fármacos: pode ser considerada a etapa mais complexa, do ponto de vista da complexidade tecnológica, incluindo uma série de testes necessários para identificar a potencialidade de ação terapêutica da substância, estudo de suas propriedades, verificação de toxicidade aguda e crônica, potencial teratogênico e a determinação de sua dose ativa. Posteriormente, o fármaco passa por testes farmacológicos e estudos farmacotécnicos e, finalmente, ensaios clínicos.
- Produção industrial dos fármacos: consiste em estudos para a obtenção de processos de produção em escala industrial. Nesta etapa, passa-se da bancada laboratorial para a utilização de planta-piloto até se conseguir elevar os níveis de produção para a escala industrial.
- Produção de especialidades farmacêuticas: consiste na elaboração de produtos nas suas diversas formas farmacêuticas (comprimidos, comprimidos revestidos, cápsulas, suspensões, injeções, soluções parenterais, supositórios etc.). Trata-se de atividade tipicamente de transformação.
- Marketing e comercialização: pelas características especiais que adquire a propaganda das especialidades farmacêuticas e por necessitar de recursos de linguagem técnica diferenciados, é considerado um importante estágio tecnológico. Também não pode deixar de ser reconhecido como importante fator de competição da indústria farmacêutica.

Nos países desenvolvidos, estão presentes todos os estágios do processo produtivo. A situação nos países em desenvolvimento é diferenciada, pois as empresas operam apenas nas últimas etapas do processo, como a indústria farmacêutica brasileira, que registra desempenho apenas nos 3º e 4º estágios.

## Medicamento genérico
Um medicamento genérico é um produto farmacêutico desenvolvido e fabricado a partir de uma substância activa, forma farmacêutica e dosagem idênticas a de um medicamento considerado de referência já existente no mercado farmacêutico. Tem o mesmo efeito terapêutico, dosagem e a mesma indicação que o medicamento considerado de referência para aquele princípio ativo. A compatibilidade entre dosagens é comprovada por rígidos testes laboratoriais e clínicos para obter o registro de genérico. Para mais informações ver artigo principal: Medicamento genérico.

## Uso indiscriminado de medicamentos
O uso indiscriminado de remédios, sintoma típico da hipocondria, uma compulsividade no pensamento e das preocupações sobre o próprio estado de saúde, pode acarretar uma série de problemas de saúde e também ambientais. De acordo com uma reportagem publicada na revista CartaCapital (Edição 333), cerca de um terço a 90% de todas as doses administradas de alguns remédios, como os antibióticos, são excretados na urina, citando ainda que pesquisadores ligados ao governo suíço iniciaram um estudo sistemático de poluentes em águas de várias regiões daquele país no ano de 2005. Enquanto esses cientista procuravam por pesticidas, acabaram detectando por acaso na água de um lago traços de um remédio utilizado para diminuir o colesterol, o clofibrato. Passaram a investigar então, surpresos, as águas dos rios e dos lagos na região rural da Suíça, além das águas de grandes centros urbanos. O resultado da pesquisa foi de que havia altas concentrações de clofibrato na maior parte das amostras. Outros pesquisadores, desta vez da Alemanha, encontraram traços desse mesmo medicamento na água de torneira dos moradores de Berlim. Ainda na mesma referida reportagem, na Dinamarca as autoridades de saneamento teriam notado que 70% a 80% dos fármacos utilizados nas fazendas de peixes acabam automaticamente no meio ambiente. Pesquisadores como L. Wollenberger e B. Halling-Sorensen da Real Faculdade de Farmácia da Dinamarca isolaram bactérias resistentes a antibióticos ao redor dessas fazendas.
Como solução, algumas medidas seriam fundamentais;
- mudanças nos sistemas de monitoramento desses produtos no meio ambiente,
- melhor depuração de substâncias nocivas nas estações de tratamento,
- conscientização da população contra o descarte de remédios não utilizados ou vencidos em lixo comum ou diretamente no meio ambiente.

Atualmente a doença é vista como um estado de sofrimento experimentado e que deve ser eliminado, utilizando-se para isto bens, havendo a crença na solução de seus problemas através do consumo de medicamentos, esquecendo-se das verdadeiras causas do adoecer.